# Virveltrumma

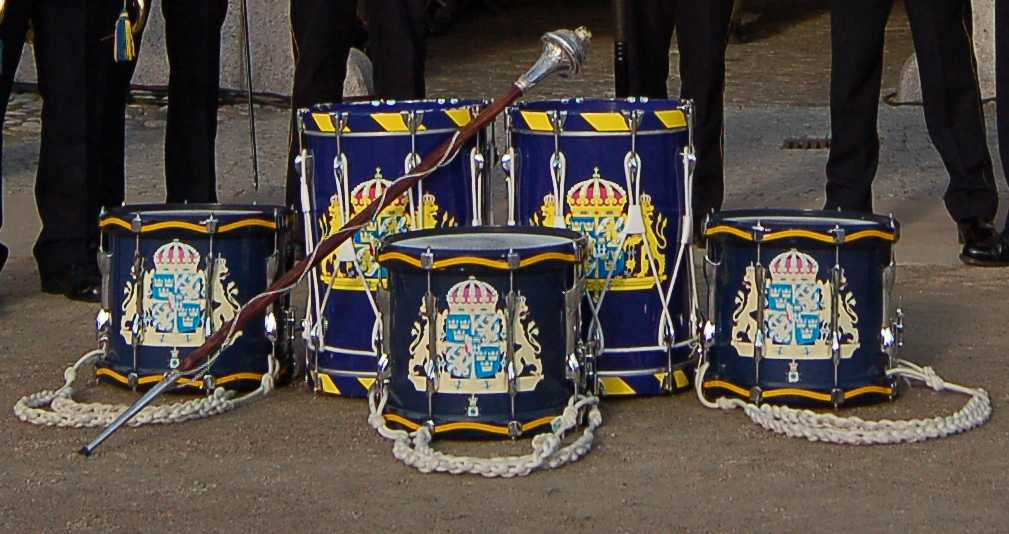
Marschtrummor. Svenska virvel- och tenortrummor.

En virveltrumma eller militärtrumma är ett slagverkinstrument. Under 1600- och 1800-talen var trummorna repstämda, varvid en repkonstruktion drog de yttre träringarna mot varandra för att öka skinnets spänning. I slutet av 1800-talet började man använda järnskruvar till stämningen och därigenom förändrades instrumentet radikalt. Skinnets spänning höjdes och därmed tonen. Nu möjliggjordes den virtuosa spelstil som kommit att ingå i slagverkarens grundutbildning. I militära sammanhang användes instrumentet härigenom inte längre som signaltrumma, utan fick som primär funktion att tillse att de marscherande håller takten.  
Idag består trumman av cylinderformad metallram, där man över resonans- och slagsidan (undre resp. övre) har spänt en hinna som av historiska skäl kallas (och fortfarande kan vara gjord av) skinn. Resonanskinnet har en eller flera metallsträngar över sig (sejarmatta), vilket ger en smattrande ljudkaraktär, dessa strängar kan dock sättas ur funktion genom en spak.
Denna typ av trumma är det centrala instrumentet i trumsetet, men har även en viktig roll som slagverkinstrument i orkestrar, till exempel symfoniorkestrar och militärorkestrar.

## Historia
I den svenska armén under den karolinska epoken skulle varje infanteri- och dragonregemente ha två trumslagare, vilket på ett normalstort regemente betydde 16 st. trumslagare. Även artilleriet och flottan hade en mängd trumslagare i rullorna. I äldre tider låg Sveriges centrum för trumtillverkning i socknarna söder om Örebro. Bönder gjorde trummor i trä (al, björk, asp, furu, ek) till armén fram till mitten av 1700-talet då mässingstrumman tog över inom svenska krigsmakten. Dock kom en förordning angående byarnas organisation år 1872, denna stadgade att varje by skulle ha en trumma av marschmodell, bytrumman förvarades och handhades av byäldsten. I Värend i södra Småland har skicket att använda trumma i folkmusik levt kvar sedan medeltiden i obruten tradition. Även i landskap som gränsar mot Norge har traditionen med fiol och trumma bestått men är dock inte lika dokumenterad som den i Värend.

## Modern tid
Virveltrumman kan i dag vara tillverkad av olika metaller, träslag eller komposit. Skinnen, som förr var äkta djurskinn, består numera oftast av något plastmaterial och finns i transparent eller frostat vitt utförande beroende på om till exempel vispar skall användas. Trummans storlek anges i tum och normalstorlek är 14" i diameter och 6½" djup, virveltrumman ingående i till exempel en militärorkester är oftast betydligt djupare.

## Galleri

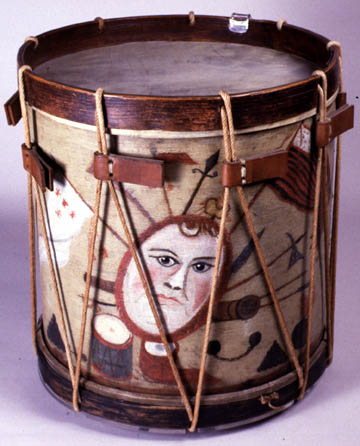
Repstämd trumma från omkring 1780
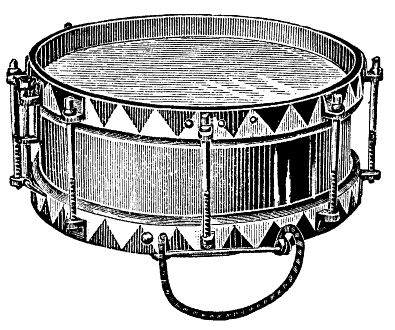
Äldre typ av militärtrumma
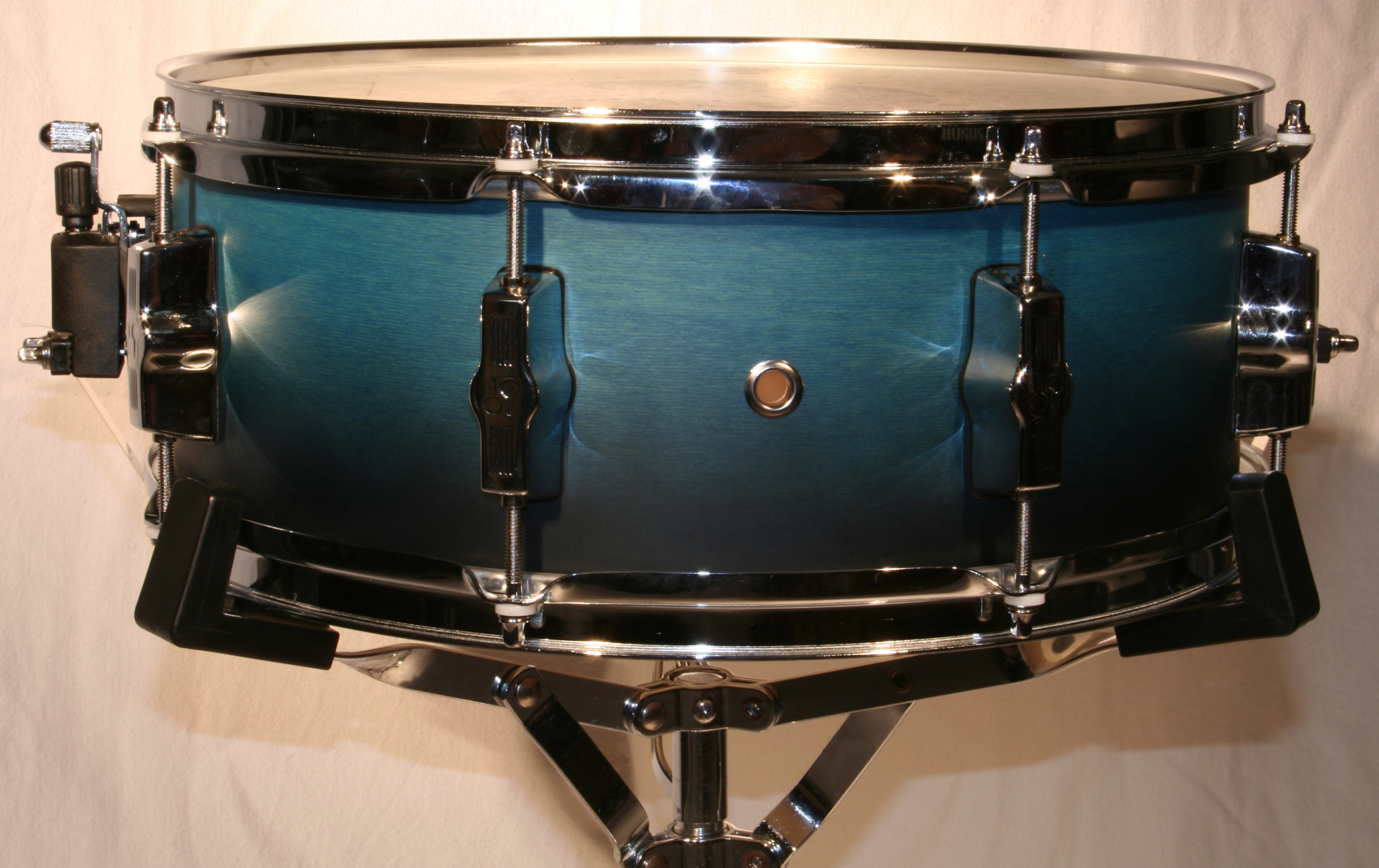
Modern virveltrumma